# Élection pontificale de 1119
L'élection pontificale de 1119 est celle par laquelle les cardinaux de l'Église catholique romaine élisent le successeur de Gélase II, mort le 29 janvier 1119 : l'élu est le cardinal Guy de Bourgogne, qui devient pape sous le nom de Calixte II.

## Contexte
Le pape Gélase II succède à Pascal II, le 24 janvier 1118. Il est aussitôt capturé par le clan Frangipani, puis libéré par la foule menée par le préfet urbain et le clan Pierleoni. En raison des troubles, il ne peut être intronisé et quitte Rome au début du mois de mars, poursuivi par les troupes de l'empereur des Romains Henri V, lequel exige que la consécration se fasse en sa présence. Face au refus de Gélase II, Henri V désigne pour pape Grégoire VIII, dorénavant considéré comme antipape, par l’Église. Gélase II, se réfugie dans sa ville natale, à Gaeta et  excommunie l'antipape et Henri V. Il revient à Rome au début de juillet 1118, après le départ d'Henri V, pour trouver la ville aux mains des Frangipani, qui soutiennent Grégoire VIII (Grégoire exerce son pontificat de 1118 à 1121). Il doit de nouveau fuir et cherche protection en France auprès de Louis VI le Gros. Alors qu'il se dirige vers Vézelay pour rencontrer le roi, il tombe malade et meurt le 29 janvier 1119 à l'abbaye de Cluny, où il est enterré. Selon la tradition, il aurait recommandé sur son lit de mort le cardinal Conon de Préneste, légat en Allemagne puis, devant le refus de ce dernier, celui qui devient Calixte II.

## L'élection
Les cardinaux, qui font partie de la curie papale à Cluny, savent qu'ils doivent élire un nouveau pape immédiatement après le décès de Gélase, de peur qu'Henry utilise le temps de l'élection pour étendre son pouvoir à Rome et sur l’Église. L'élection a donc lieu à l'endroit où le pape est mort, c'est-à-dire à Cluny. Mais la plupart des cardinaux sont à Rome ou ailleurs en Italie et cela peut prendre des semaines pour les convoquer. Les cardinaux de Cluny font face à une crise. Les cardinaux présents sont divisés quant à savoir si son successeur doit être élu sur place (comme cela est permis par la bulle pontificale In Nomine Domini) ou s'il doivent retourner à Rome et procéder à l'élection avec le Sacré Collège au complet ; bien que les cardinaux procèdent à l'élection immédiatement, ils conviennent de soumettre leur choix à l'ensemble du Collège par la suite. Les cardinaux qui accompagnaient Gélase II à Cluny sont connus par le  Liber Pontificalis associé au récit fait par Pandulf de Pise (en) et celui dans les chroniques d'Orderic Vital.
Bien que les décomptes contemporains divergent sur de nombreux points, il est clair, à travers eux, que les deux candidats qui émergent sont Guy de Bourgogne et Ponce de Préneste, tous deux désignés comme candidats par Gélase.

## Les cardinaux électeurs
Les cardinaux électeurs sont, :
- Lamberto Scannabecchi, cardinal-évêque d'Ostie, futur pape Honorius II
- Kuno von Urach (Cunon de Préneste], cardinal-évêque de Palestrina
- Giovanni da Crema, cardinal-prêtre de S. Crisogono
- Guido Galli, cardinal-prêtre de S. Balbina
- Bosone, cardinal-prêtre de S. Anastasia
- Corrado de Suburra, cardinal-prêtre de S. Pudenziana, futur pape Anastase IV
- Gregorio Papareschi, cardinal-diacre de S. Angelo in Pescheria, futur pape Innocent II
- Pietro Pierleoni, cardinal-diacre de Ss. Cosma e Damiano, futur antipape Anaclet II
- Crisogono Malcondini, cardinal-diacre de S. Nicola in Carcere
- Roscemanno Sanseverino, cardinal-diacre de S. Giorgio in Velabro

## Résultat
Au moment de son élection, Guy est accompagné de sa milice, qui commence une émeute en apprenant son élection. Les soldats se rendent dans la chambre de l'élection et commencent à violemment dévêtir le nouveau pape, selon Historia Compostelana (en).
Le nouveau pape est couronné, le 9 février 1119 à Vienne (Isère). Il arrive à Rome, le 20 juin 1119.
Calixte II se rend à Sutri, avec les troupes normandes, lieu où se trouve son adversaire, l'anti-pape Grégoire VIII, nommé par Henri V et assiège la ville pendant huit jours jusqu'à ce que Grégoire VIII lui soit remis. Calixte emprisonne Grégoire VIII dans le Septizodium, puis le fait déplacer de monastère en monastère jusqu'à sa mort en 1137.

## Sources
- (en) Cet article est partiellement ou en totalité issu de l’article de Wikipédia en anglais intitulé « Papal election, 1119 » (voir la liste des auteurs).
- (en) Sede Vacante de 1119 - Université de Nothridge - État de Californie - John Paul Adams - 31 août 2014
- (en) Calixtus II (1119-1124): A Pope Born to Rule - Stroll Mary - 2004 - Version en ligne : Google books